# 미국고속도로안전보험협회

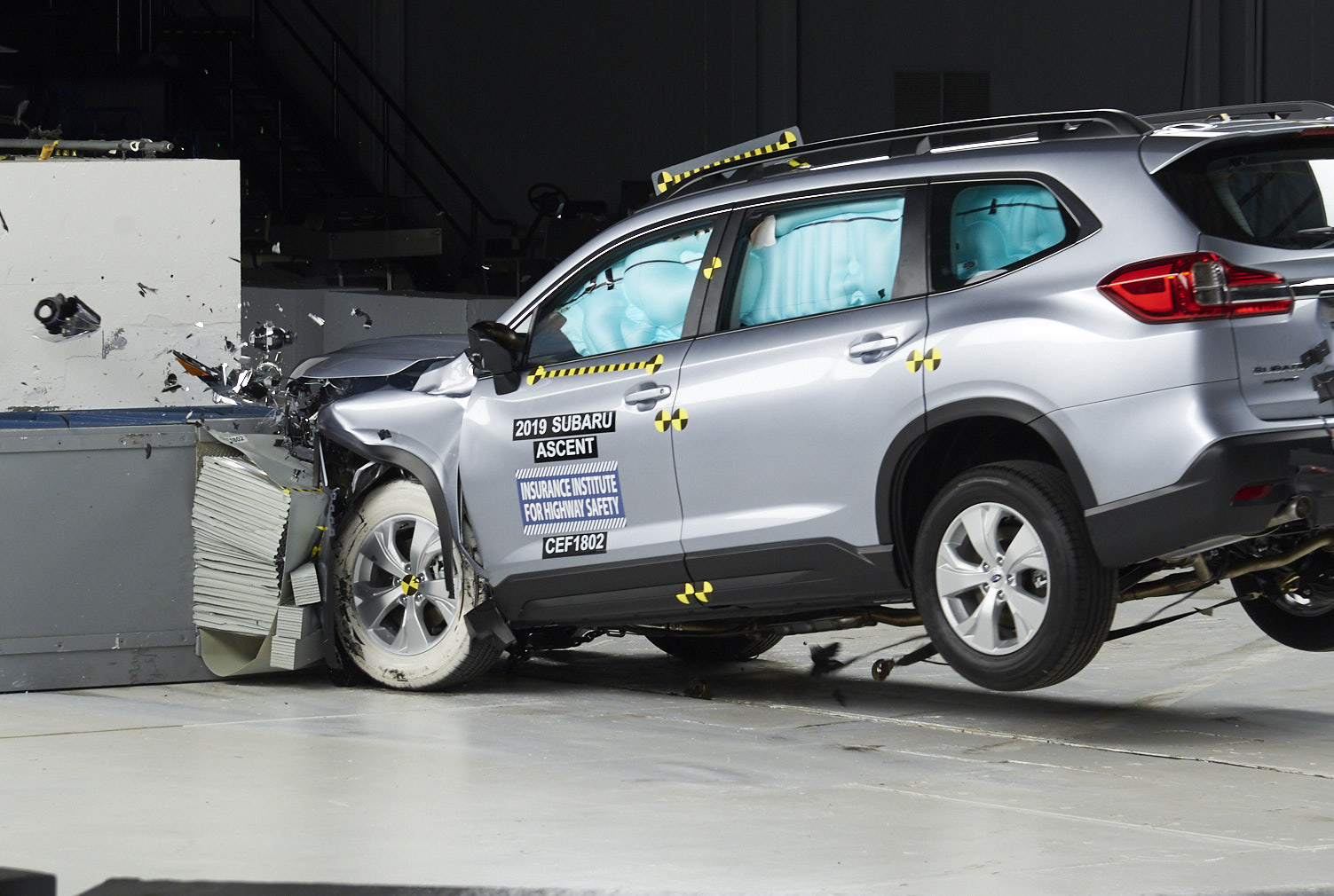
2019 스바루 어센트의 전면 충돌 테스트

미국고속도로안전보험협회(Insurance Institute for Highway Safety, IIHS-HLDI)는 미국의 비영리 단체이다. 1959년 설립되었으며 개선 평가뿐 아니라 충돌 중에 차량의 구조적 무결성 및 안전 시스템의 효율성을 포함한 다양한 시뮬레이트된 교통 조건의 안전 평가를 진행한다.

## 역사
미국고속도로안전보험협회는 1959년 3개의 독립된 보험 그룹들에 의해 고속도로 안전을 수반하는 기타 학술 및 연구 단체의 지원 단체로서 설립되었다.
1972년, IIHS의 지원 단체로서 HLDI(Highway Loss Data Institute)가 설립되었다.